# Station Turza Wielka
Station Turza Wielka is een spoorwegstation in de Poolse plaats Turza Wielka.